# J・R・スミス
J・R・スミス（J. R. Smith)ことアール・ジョセフ・スミス3世(Earl Joseph Smith III、1985年9月9日 - ）は、アメリカ合衆国ニュージャージー州フリーホールドバロー出身の元プロバスケットボール選手。ポジションはシューティングガード。愛称はThe Prodigy（奇才の意）。

## 経歴

### 学生時代
高校生時代、最初の2年間はレイクウッド高校に通い、最後の2年間はセント・ベネディクト高等学校に通った。最終学年には23.9得点5.0スティールの成績を残し、シーズン通算700得点、スリーポイントシュート成功数108本、フィールドゴール成功率54.1%は同校の新記録となった。また2年連続で州のオールファーストチームに選ばれ、マクドナルド主催のマクドナルド・オール・アメリカンにも出場し、ゲームハイの25得点をあげてイーストチームを勝利に導いた。

### ニューオーリンズ・ホーネッツ
ドラフト前は名門ノースカロライナ大学への進学が予定されていたが、大学へは進学せず、高校から直接2004年のNBAドラフトにアーリーエントリーした。そしてニューオリンズ・ホーネッツに1巡目18位指名を受けてNBA入りを果たした。ルーキーイヤーとなった2004-05シーズンは、序盤はベンチスタートとなったが、12月下旬から先発に昇格し、主に得点面で活躍して平均10.3得点1.9スティールの成績を残した。またこのシーズンのNBAオールスターゲームではスラムダンクコンテストに出場し、NBAファンに高い身体能力を披露した。2年目の2005-06シーズンは調子を崩して成績は後退。

### デンバー・ナゲッツ
2年目のオフにトレードに出され、シカゴ・ブルズへ放出。しかし直後に再びトレードに出され、2006-07シーズンはデンバー・ナゲッツの一員として迎えた。
ナゲッツにて調子を取り戻したスミスは、先発SGとして毎晩高得点を叩き出していたが、12月16日のニューヨーク・ニックス戦で発生した乱闘事件に関与したとして、リーグから10試合の停止処分を受けた。さらにシーズン中盤になってチームは大物選手のアレン・アイバーソンを獲得したため、スミスは控えに回ることとなり、またヘッドコーチのジョージ・カールからも信頼が得られず、シーズン終盤になるにつれて出場時間は減少、1回戦で敗退したプレーオフの第5戦ではコートに立つことさえ許されなかった。
トラブルが絶えないスミスは2007-08シーズン前にもナイトクラブで暴行事件を起こし、チームから3試合の出場停止処分を受けた。2009年4月13日のサクラメント・キングス戦にてキャリアハイとなる45点を記録。
2009-10シーズンになり、背番号を1番から5番に変更した。

### 浙江ゴールデンブルズ
2011年、NBAロックアウトの影響を受け、中国バスケットボール協会の浙江ゴールデンブルズと契約。CBAでプレーした。

### ニューヨーク・ニックス
2012年、ニューヨーク・ニックスと契約。NBAに復帰した。

### クリーブランド・キャバリアーズ
2015年1月5日、オクラホマシティ・サンダーなどが絡んだ三角トレードで、クリーブランド・キャバリアーズに移籍した。2015-16シーズンには念願のNBAチャンピオンを経験。同年7月に、2年目の契約を破棄しFAとなり、キャバリアーズとの再契約を目指したものの、トレーニングキャンプ中の10月に入っても再契約交渉が難航 していたが、同月14日に4年5700万ドルで無事再契約した。2018年のNBAファイナル第1戦では同点の場面でジョージ・ヒルが外したフリースローをオフェンスリバウンドで保持したが、得点を狙うことなくそのままオーバータイムにもつれ込んだ末に敗れたため批判が殺到した 。
2018-19シーズンは11試合に出場したが、11月20日にキャバリアーズとの双方合意でチームを離れることになり、その後どの球団にも所属することはなかった。

### ロサンゼルス・レイカーズ
2019-20シーズンは無所属のまま過ごしていたが、2020年3月に新型コロナウイルス流行の影響でシーズンが中断。その後7月31日から再開されることが発表され、各チームのロスターの枠が2つ増やされた。これを受けて、7月1日にキャバリアーズ時代の同僚レブロン・ジェームズ率いるロサンゼルス・レイカーズと今季終了までの契約を結んだ。

### 引退
2020年以降スミスはどのチームからもオファーがなく無所属のままだったが、2021年の夏にノースカロライナA&Tステイト大学に入学し、大学のゴルフチームに加入したことにより、事実上バスケットボール生活から引退した。
大学でゴルフをプレーするにあたって、引退したとはいえNBAを代表するトップアスリートだったスミスの入部は「そのスポーツのプロチームで競技した経験のある個人には参加資格がない」というNCAAの規約に抵触するのではという声があったが、高校から直接NBA入りしたためNCAAのプレー資格を一度も使っていない事と、バスケ以外のスポーツで収入を得ていない（元プロのアスリートが別の競技をプレーする事は認められているため、スミスの場合はバスケ以外の競技に参加可能である）という2点からゴルフ部への入部を認められた。
ゴルフ選手としてはデビュー戦で蜂に刺されるアクシデントに加え、84人中81位に終わるなど苦戦が続いたが、学業面に於いてはGPA4.0と優秀な成績を残し、2021-22年度の大学のアカデミックアスリートオブザイヤーとして表彰された。

## 人物
- スミスはNBAのキャリアの中で、2度交通事故に巻き込まれている。1度目は2011年2月2日、チームメイトのカーメロ・アンソニーの自動車に同乗していた時に起きた接触事故で、2人には怪我はなかった。2度目は同年6月9日、スミスが運転するSUVが別の自動車と衝突。シートベルトをしていなかったスミスは車外に投げ出されて左肩などを負傷した。また後部座席から車外に投げ出された同乗者は死亡した。運転していた人物は軽傷で済んだ[9]。
- ラスール・バトラーとともに、トリーナのミュージックビデオ、『Here We Go』に出演している[10]。
- 実際にスミスに会って隣に並んだ事があるバスケットボール解説者の中原雄によれば、スミスの身長は198cm（6フィート6インチ）よりもずっと低いとの事[要出典]。
- ガールフレンドとの間に女児がいる。
- クリーブランド・キャバリアーズに在籍中の2016年11月29日のミルウォーキー・バックス戦の第2クォーター中、スミスはプレー中にもかかわらず、相手ベンチ前でジェイソン・テリーと談笑し、その隙にマッチアップ相手のトニー・スネルのマークを外し、スネルに豪快なダンクシュートを決められるという大失態を演じ、非難を浴びた[11][12]。

## 個人成績

### レギュラーシーズン
| シーズン    | チーム      | GP  | GS  | MPG  | FG%  | 3P%  | FT%   | RPG | APG | SPG | BPG | TO  | PPG  |
| ----------- | ----------- | --- | --- | ---- | ---- | ---- | ----- | --- | --- | --- | --- | --- | ---- |
| 2004–05     | NOH         | 76  | 56  | 24.5 | .394 | .288 | .689  | 2.0 | 1.9 | .7  | .1  | 1.4 | 10.3 |
| 2005–06     | NOH         | 55  | 25  | 18.0 | .393 | .371 | .822  | 2.0 | 1.1 | .7  | .1  | 1.0 | 7.7  |
| 2006–07     | DEN         | 63  | 24  | 23.3 | .441 | .390 | .810  | 2.3 | 1.4 | .8  | .1  | 1.3 | 13.0 |
| 2007–08     | DEN         | 74  | 0   | 19.2 | .461 | .403 | .719  | 2.1 | 1.7 | .8  | .2  | 1.5 | 12.3 |
| 2008–09     | DEN         | 81  | 18  | 27.7 | .446 | .397 | .754  | 3.7 | 2.8 | 1.0 | .2  | 1.9 | 15.2 |
| 2009–10     | DEN         | 75  | 0   | 27.8 | .414 | .338 | .706  | 3.1 | 2.4 | 1.3 | .3  | 1.9 | 15.4 |
| 2010–11     | DEN         | 79  | 6   | 24.9 | .435 | .390 | .738  | 4.1 | 2.2 | 1.2 | .2  | 1.3 | 12.3 |
| 2011–12     | NYK         | 35  | 1   | 27.6 | .407 | .347 | .709  | 3.9 | 2.4 | 1.5 | .2  | 1.3 | 12.5 |
| 2012–13     | NYK         | 80  | 0   | 33.5 | .422 | .356 | .762  | 5.3 | 2.7 | 1.3 | .3  | 1.7 | 18.1 |
| 2013–14     | NYK         | 74  | 37  | 32.7 | .415 | .394 | .652  | 4.0 | 3.0 | .9  | .3  | 1.5 | 14.5 |
| 2014–15     | NYK         | 24  | 6   | 25.8 | .402 | .356 | .692  | 2.4 | 3.4 | .8  | .2  | 1.9 | 10.9 |
| 2014–15     | CLE         | 46  | 45  | 31.8 | .425 | .390 | .818  | 3.5 | 2.5 | 1.4 | .4  | 1.1 | 12.7 |
| 2014-15計   | CLE         | 70  | 51  | 29.7 | .417 | .383 | .750  | 3.1 | 2.8 | 1.2 | .3  | 1.4 | 12.1 |
| 2015–16     | CLE         | 77  | 77  | 30.7 | .415 | .400 | .634  | 2.8 | 1.7 | 1.1 | .3  | .8  | 12.4 |
| 2016–17     | CLE         | 41  | 35  | 29.0 | .346 | .351 | .667  | 2.8 | 1.5 | 1.0 | .3  | .6  | 8.6  |
| 2017–18     | CLE         | 80  | 61  | 28.1 | .403 | .375 | .696  | 2.9 | 1.8 | .9  | .1  | 1.0 | 8.3  |
| 2018–19     | CLE         | 11  | 4   | 20.2 | .342 | .308 | .800  | 1.6 | 1.9 | 1.0 | .3  | 1.0 | 6.7  |
| 2019–20     | LAL         | 6   | 0   | 13.2 | .318 | .091 | 1.000 | .8  | .5  | .2  | .0  | .7  | 2.8  |
| 通算 : 16年 | 通算 : 16年 | 977 | 395 | 26.9 | .419 | .373 | .733  | 3.1 | 2.1 | 1.0 | .2  | 1.3 | 12.4 |

### プレーオフ
| シーズン    | チーム      | GP  | GS | MPG  | FG%  | 3P%  | FT%   | RPG | APG | SPG | BPG | TO  | PPG  |
| ----------- | ----------- | --- | -- | ---- | ---- | ---- | ----- | --- | --- | --- | --- | --- | ---- |
| 2007        | DEN         | 4   | 0  | 11.8 | .273 | .000 | 1.000 | 2.3 | .5  | 1.0 | .3  | .8  | 4.5  |
| 2008        | DEN         | 4   | 0  | 27.0 | .535 | .318 | .833  | 1.8 | 1.8 | 1.0 | .0  | 1.3 | 18.3 |
| 2009        | DEN         | 16  | 0  | 27.2 | .454 | .358 | .543  | 3.3 | 2.8 | 1.1 | .3  | 1.6 | 14.9 |
| 2010        | DEN         | 6   | 0  | 26.5 | .368 | .355 | .875  | 3.8 | 1.7 | .7  | .3  | 1.0 | 11.2 |
| 2011        | DEN         | 5   | 0  | 15.2 | .356 | .429 | .727  | 2.0 | 1.0 | .4  | .0  | 1.6 | 9.8  |
| 2012        | NYK         | 5   | 0  | 35.0 | .316 | .179 | 1.000 | 2.6 | 2.2 | 1.2 | .2  | 2.2 | 12.2 |
| 2013        | NYK         | 11  | 0  | 31.9 | .331 | .273 | .721  | 4.7 | 1.4 | 1.0 | .5  | 1.8 | 14.3 |
| 2015        | CLE         | 18  | 4  | 31.1 | .403 | .359 | .700  | 4.7 | 1.2 | .9  | .6  | .8  | 12.8 |
| 2016        | CLE         | 21  | 21 | 34.8 | .436 | .430 | .619  | 3.2 | 1.4 | 1.2 | .2  | .5  | 11.5 |
| 2017        | CLE         | 18  | 18 | 27.1 | .505 | .500 | .455  | 2.3 | .7  | .7  | .3  | .7  | 8.1  |
| 2018        | CLE         | 22  | 21 | 32.1 | .348 | .367 | .773  | 2.7 | 1.1 | 1.0 | .2  | .9  | 8.7  |
| 2020        | LAL         | 10  | 0  | 7.5  | .269 | .273 | .000  | .3  | .3  | .2  | .0  | .7  | 2.0  |
| 出場 : 12回 | 出場 : 12回 | 140 | 64 | 27.9 | .397 | .367 | .706  | 3.0 | 1.3 | .9  | .3  | 1.0 | 10.7 |

### CBA
| シーズン | チーム | GP | GS | MPG  | FG%  | 3P%  | FT%  | RPG | APG | SPG | BPG | PPG  |
| -------- | ------ | -- | -- | ---- | ---- | ---- | ---- | --- | --- | --- | --- | ---- |
| 2011–12  | 浙江   | 32 | 8  | 36.4 | .517 | .478 | .758 | 7.4 | 4.1 | 2.5 | .1  | 34.4 |